# Vittorio Sella
Vittorio Sella (ur. 28 sierpnia 1859 w Bielli, zm. 12 sierpnia 1943 tamże) – włoski alpinista i fotografik, jeden z pionierów fotografii górskiej. Wiele jego dzieł fotograficznych uznawanych jest do dziś za szczytowe osiągnięcia tej dziedziny sztuki.
Jego rodzicami byli Giuseppe Venanzio Sella, przemysłowiec, i Clementina Mosca Riatel. Miłością do gór i pasją alpinistyczną „zaraził się” od swojego stryja Quintino Selli, założyciela Włoskiego Klubu Alpejskiego. Wspinał się wiele w Alpach, gdzie do jego godnych zanotowania osiągnięć należy zaliczyć m.in. pierwsze zimowe wejścia na Matterhorn i Monte Rosę oraz pierwsze zimowe trawersowanie masywu Mont Blanc. Uczestniczył w wielu włoskich wyprawach zagranicznych, jak: trzy ekspedycje w Kaukaz (gdzie dziś wznosi się szczyt jego imienia), wyprawa w Góry Świętego Eliasza na Alasce w 1897 r., ekspedycja na Ruwenzori w Ugandzie w 1906 r. i wielka wyprawa na K2 w Karakorum w 1909 r. W trzech ostatnich wyprawach był towarzyszem wspinacza-eksploratora – Ludwika Amadeusza Sabaudzkiego, księcia Abruzzów. Działalność alpinistyczną kontynuował do najstarszych lat: swą ostatnią wycieczkę na Matterhorn podjął w wieku 76 lat (musiał zawrócić przed szczytem na skutek wypadku, jakiemu uległ jeden z jego przewodników).
Wielkiej wartości zbiory fotografii V. Selli, doskonałych technicznie i wyrafinowanych estetycznie, znajdują się dziś w dyspozycji fundacji jego imienia (Fondazione Sella). Fotografie z rejonu K2 V. Selli przez wiele lat stanowiły jedyną dokumentację fotograficzną tych terenów, studiowaną przez wszystkie kolejne wyprawy usiłujące zdobyć ten szczyt. Z kolei zdjęcia z wyprawy na Ruwenzori stanowią podstawową dokumentację do studiów nad cofaniem się lodowców w górach Afryki.